# Franckedenkmal

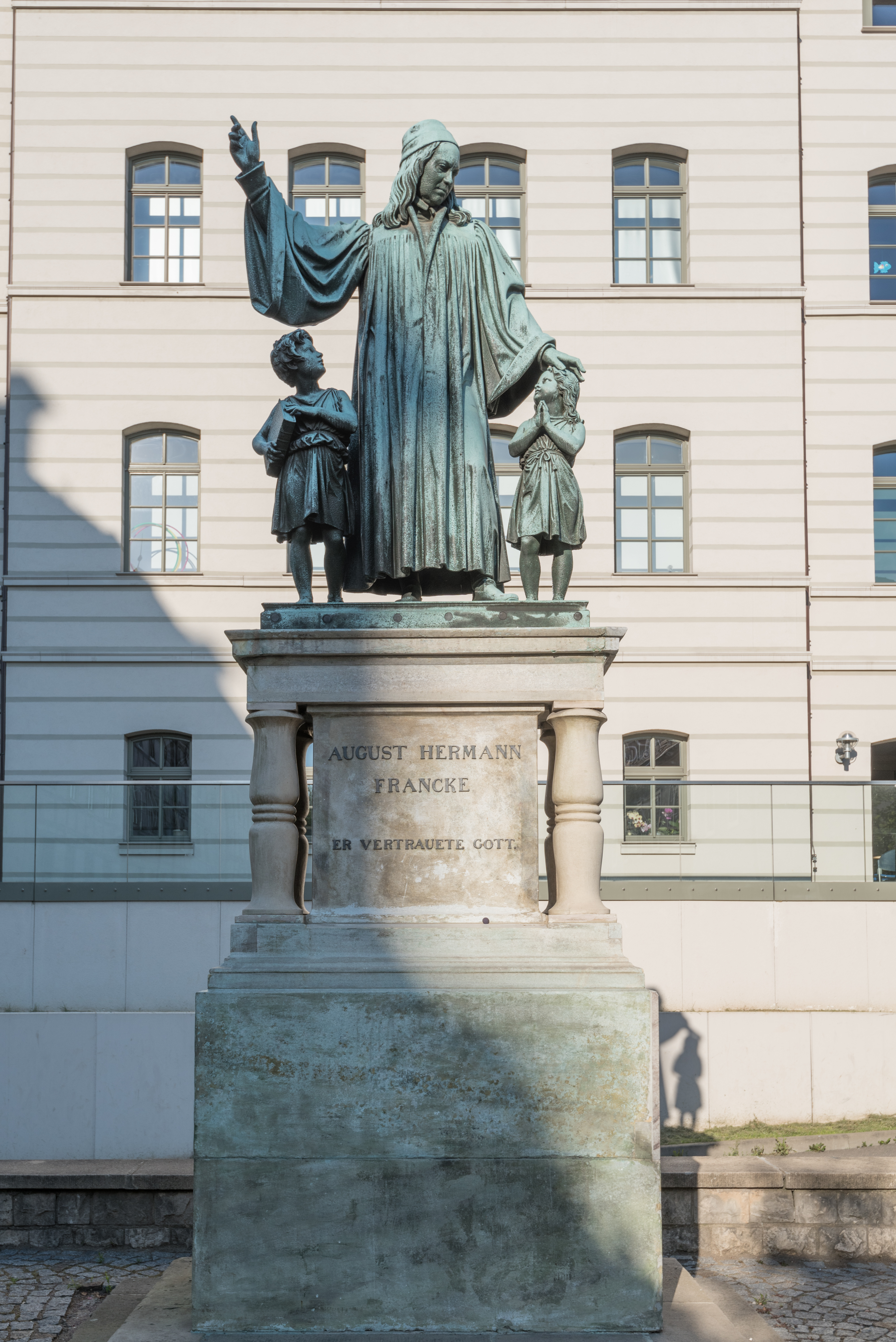
Franckedenkmal in Halle (Saale)

Das Franckedenkmal ist ein Standbild im Lindenhof der Franckeschen Stiftungen in Halle (Saale). Geschaffen 1825 bis 1828 vom Bildhauer Christian Daniel Rauch, stellt es den evangelischen Theologen August Hermann Francke mit zwei Waisenkindern dar. Es gehört zu den bedeutendsten Werken der klassizistischen Bildhauerei.

## Geschichte
Anlässlich des 100. Todestages August Hermann Franckes 1827 beschlossen der Hallenser Magistrat und König Friedrich Wilhelm III. von Preußen, dem evangelischen Theologen im Lindenhof der Franckeschen Stiftungen ein Denkmal zu errichten. 
Die Figurengruppe wurde 1825 bis 1828 vom Bildhauer Christian Daniel Rauch entworfen und vom Bronzegießer Heinrich Hopfgarten ausgeführt. Die 2,12 Meter hohe Plastik stellt Francke mit zwei Waisenkindern dar. Der Sockel wurde vom Architekten Karl Friedrich Schinkel entworfen, der sich dabei vom Fresko Reiterstandbild des Niccolò da Tolentino des Malers Andrea del Castagno im Florentiner Dom inspirieren ließ. Die vordere Inschrift lautet „AUGUST HERMANN / FRANCKE. / ER VERTRAUETE GOTT.“, die hintere Inschrift „DEM GRUENDER / DIESER ANSTALTEN / DIE DANKBARE NACHWELT / MDCCCXXIX.“ Am 5. Dezember 1829 wurde das Standbild enthüllt.
Das Franckedenkmal gehört zu den bedeutendsten Werken der klassizistischen Bildhauerei. Die Kinderfiguren fanden als Kopien und Varianten große Popularität und weite Verbreitung.

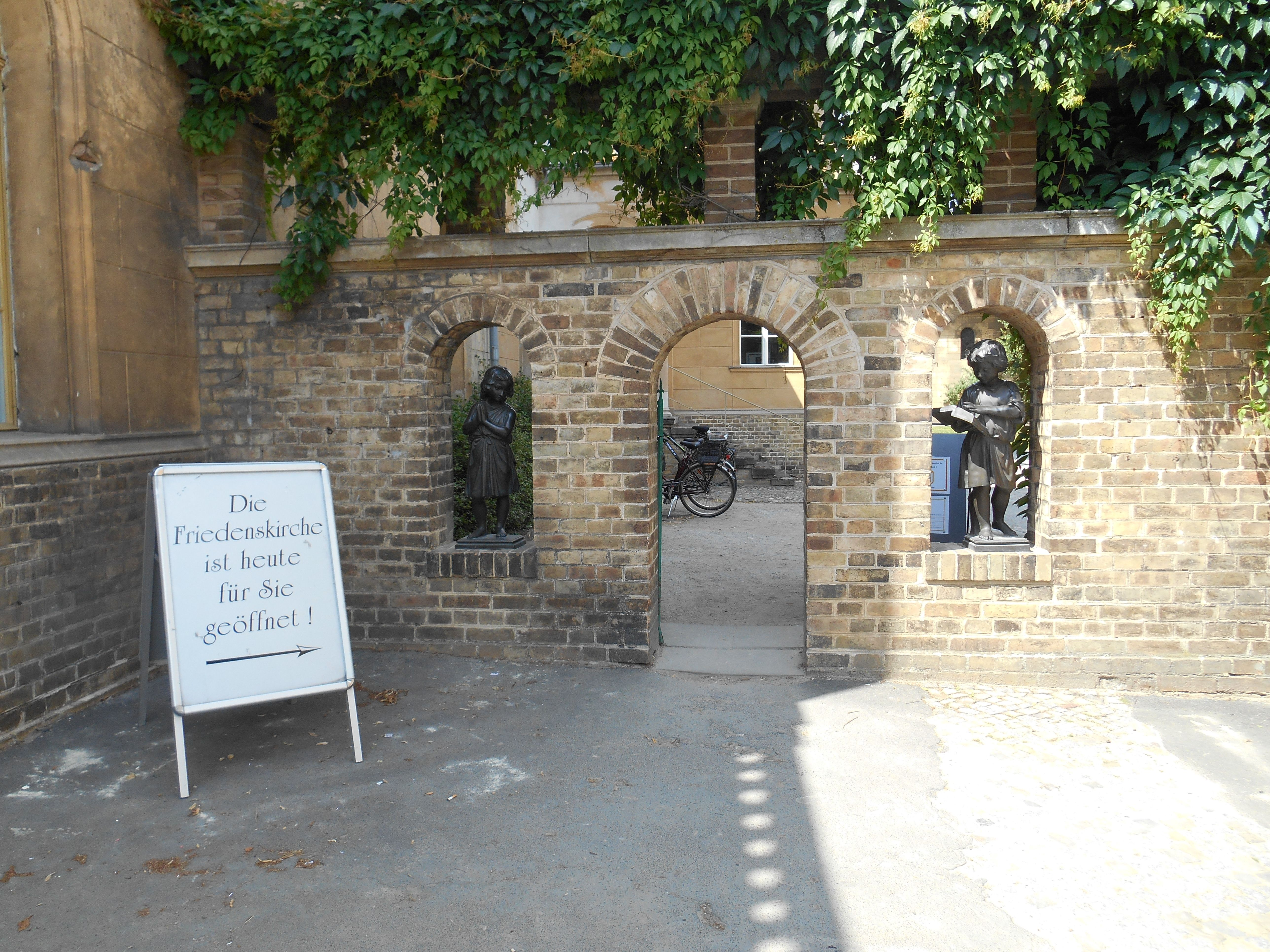
Varianten der Kinderfiguren an der Friedenskirche Potsdam
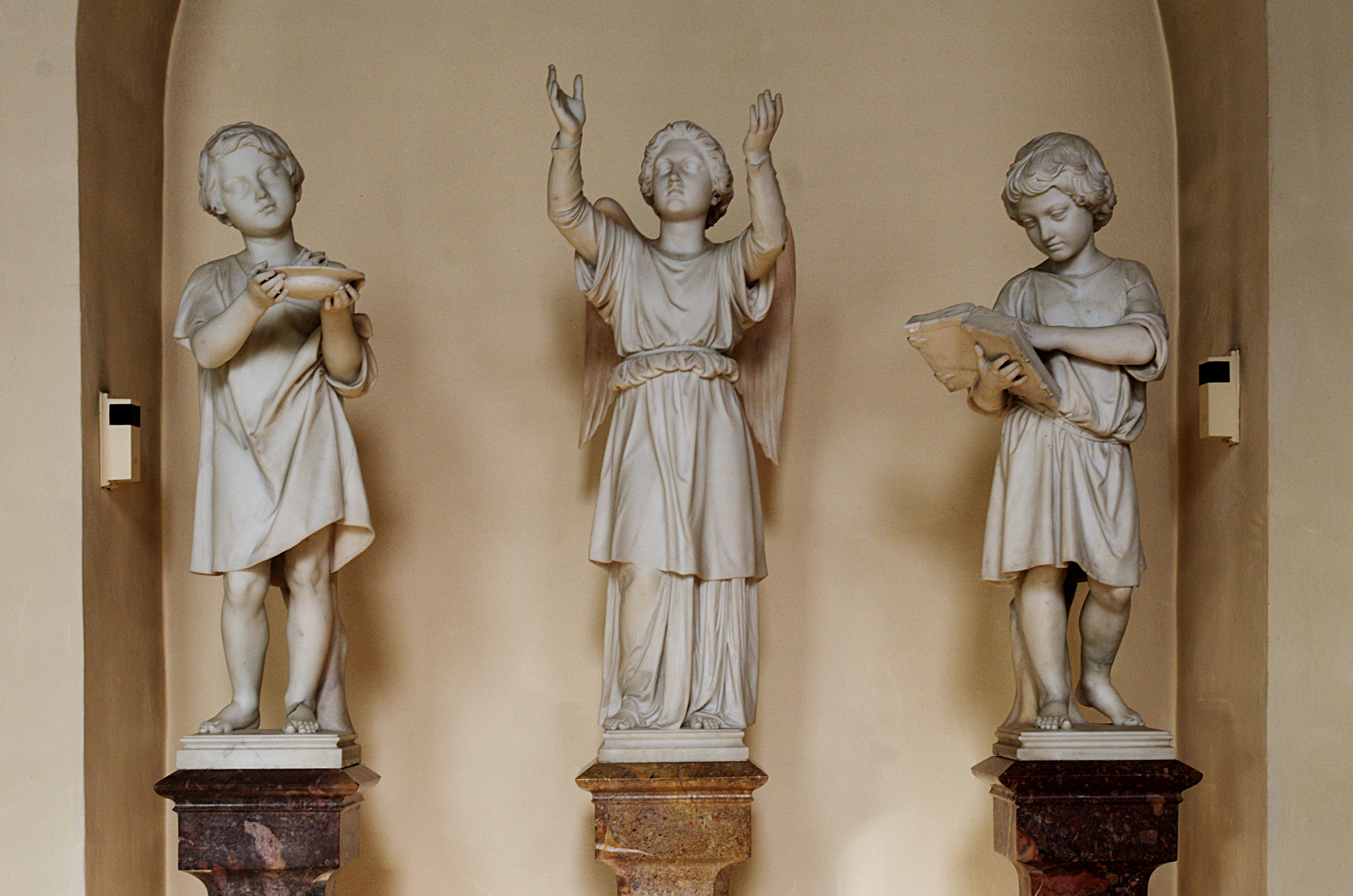
Varianten der Kinderfiguren in der Stadtkirche Arolsen